# Нанди (Фиджи)
Нанди (фидж. Nadi) — город на Фиджи. Административный центр одноимённого округа, входящего в состав провинции Мба.

## География

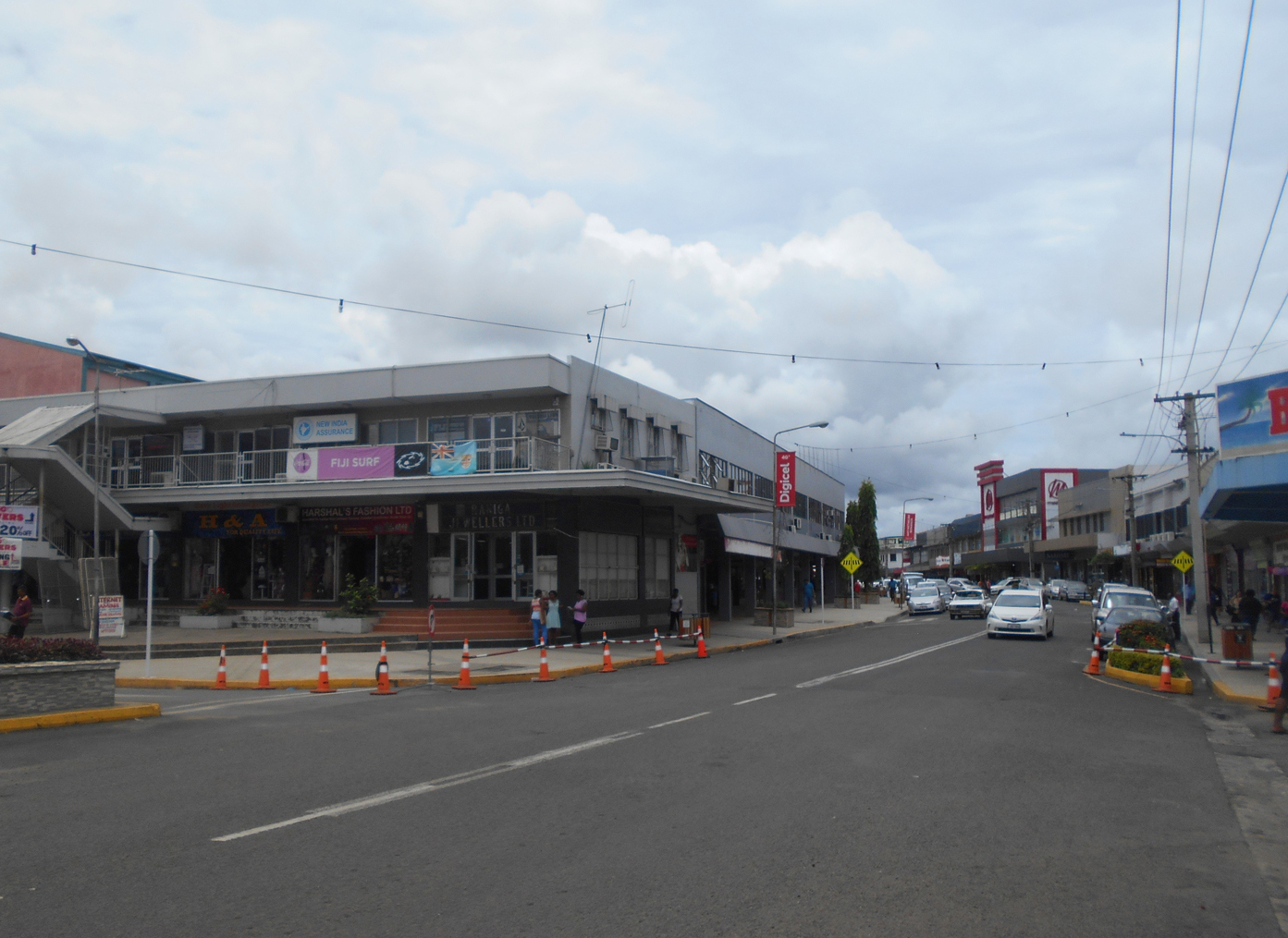
Куинс-роуд, центральная улица

Город Нанди расположен на западном побережье острова Вити-Леву. С востока омывается рекой Нанди. Площадь города составляет 7,8 км². Разделён на три административных района:
- Нанди;
- Мартинтар;
- Намака.[1]

## История
Город был основан в 1947 году. В 1972 году в Нанди была введена система местного самоуправления.

## Население

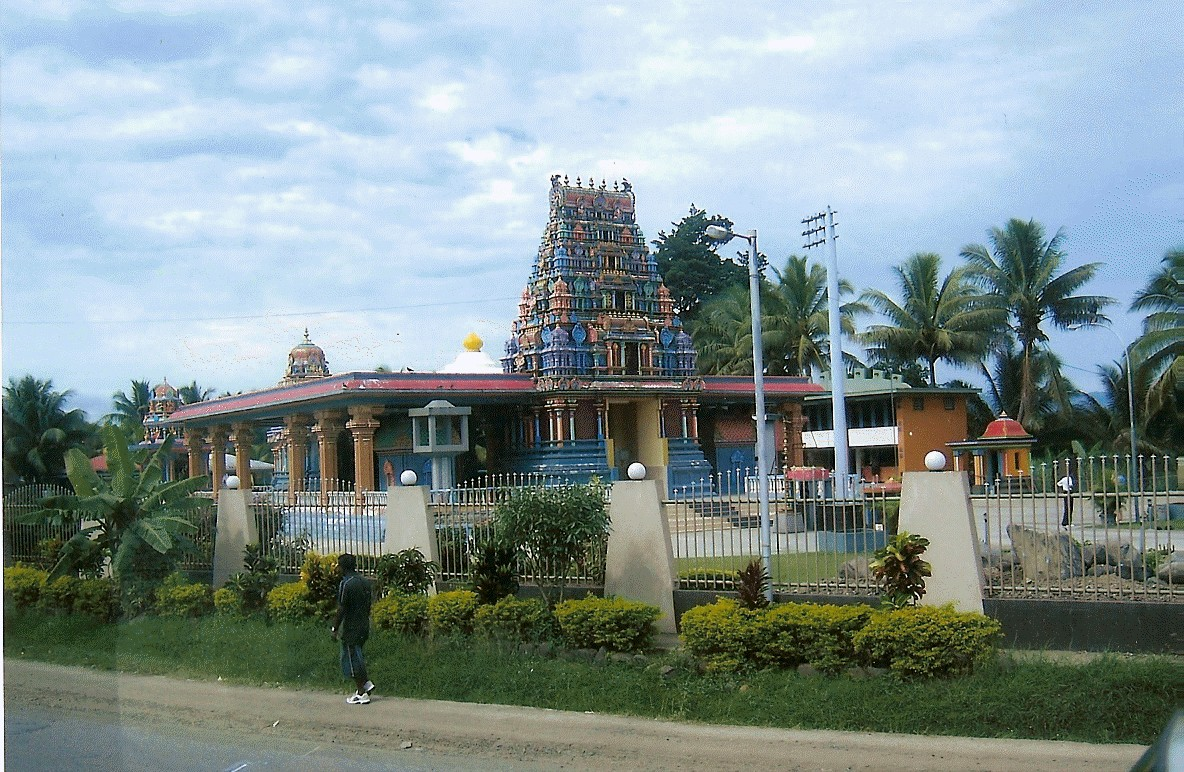
Местный индуистский храм.

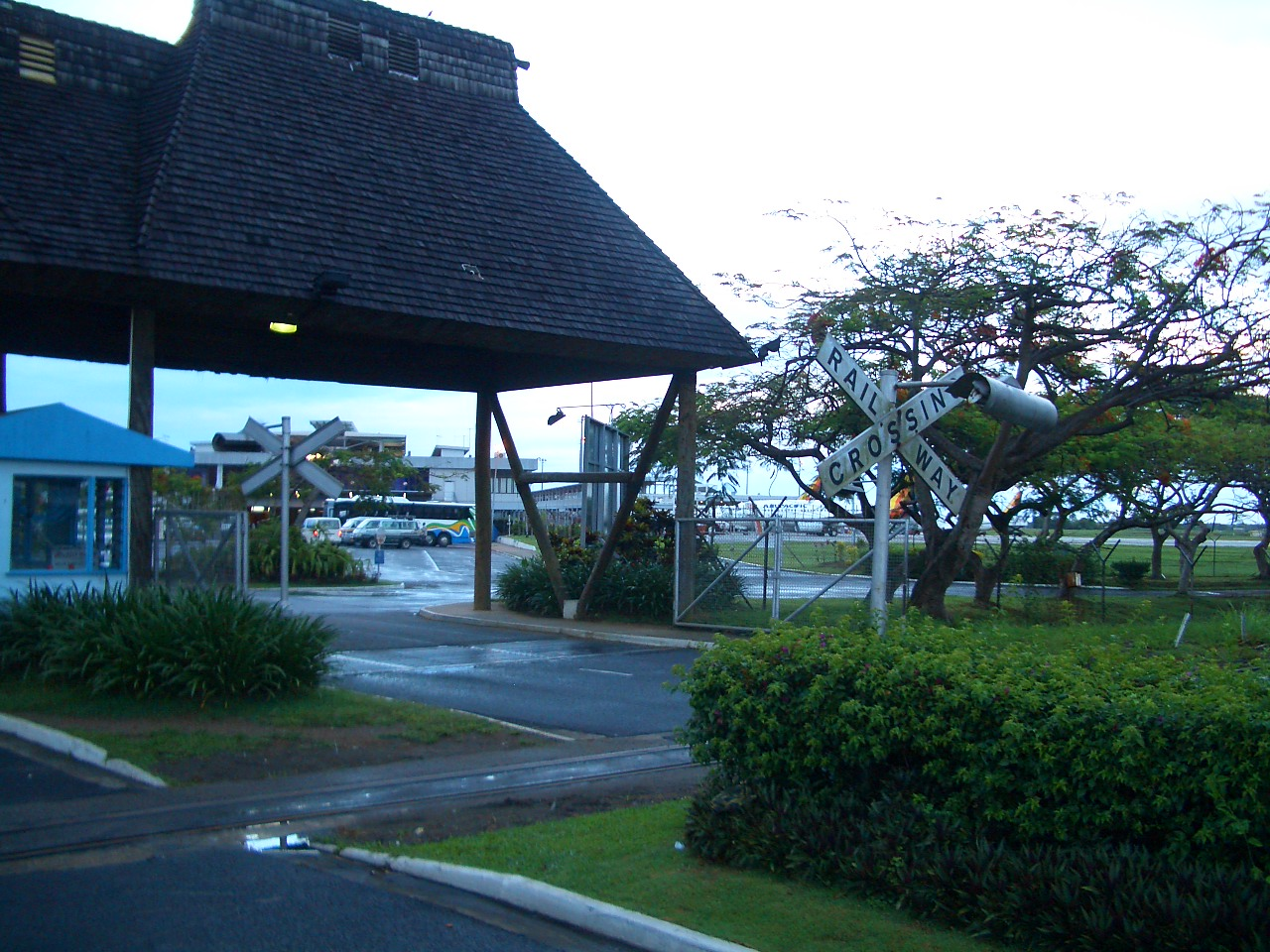
Въезд в Международный аэропорт Нанди.

Согласно переписи населения 2007 года, в городе проживало 11 871 человека, что делало его четвёртым по численности населения городом Фиджи. Этнический состав Нанди многонациональный: в нём проживают как фиджийцы и индийцы, составляющие большинство населения Фиджи, так и многочисленные иностранцы.
Нанди является центром индуизма и ислама на Фиджи. В городе расположен крупнейший в Южном полушарии индуистский храм — храм Шри-Шива-Субраманья (англ. Sri Siva Subramaniya temple).
Город обслуживается Международным аэропортом Нанди, который расположен примерно в 9 км от центра Нанди. Он является крупнейшим аэропортом Фиджи.

## Экономика
Город является центром сельскохозяйственного региона. Основная отрасль промышленности — пищевая (прежде всего, производство сахара из сахарного тростника). Существенную долю бюджета Нанди также составляют доходы от туризма.